# Гольдман, Юний Семёнович
Юний Семенович Гольдман (15 июня 1925, Киев — 2000, Ростов-на-Дону) — советский поэт, писатель и журналист. С 1958 года член Союза писателей СССР как поэт. С 1991 года член Союза российских писателей.

## Биография
С восемнадцати лет Юний Гольдман служил в рядах Советской Армии. Прослужил более 35 лет, закончив службу в звании полковника. Участник Великой Отечественной войны. В составе истребительно-противотанкового артполка участвовал в боях на Украине, в Молдавии, Румынии, Австрии, Чехословакии.
После войны Юний Гольдман закончил литературный факультет Читинского педагогического института (ныне Забайкальского государственного педагогического университета им. Н. Г. Чернышевского).
Он служил в далеких гарнизонах Забайкалья и в Северокавказском военном округе. В редакциях газет «На боевом посту» и «Красное Знамя» (ныне — «Военный вестник Юга России») до сих пор его помнят.
Умер писатель в 2000 году. Похоронен на Северном кладбище Ростова-на-Дону.

## Творчество
Первые стихи Ю. Гольдмана были опубликованы в военной печати. В 1955 году в Чите вышел в свет первый сборник его стихов — «Проверка». В последующие годы в Чите, Москве, Иркутске вышли его поэтические книжки «Пароль», «Винтовки стоят в пирамиде», «Мадьярский перекат», «Лучший день февраля», «Здравствуй!». В 1974 году Коми издательство выпустило документальный очерк «Огонь на себя».
Основное место в творчестве Ю. Гольдмана занимает военно-патриотическая тема, тема интернационального подвига Советских Вооруженных сил.
Стихи Ю. Гольдмана публиковались в газетах «Комсомольская правда», «Советская Россия», «Красная звезда», «Литературная Россия», «Правда», «Известия», журналах «Москва», «Советский воин», «Дальний Восток», «Байкал», «Крокодил», альманахах «Ангара», «Забайкалье», «Байкал», «Дон», в различных репертуарных сборниках.
В 70 — 80-е годах в Ростовском издательстве вышли прозаические книги Ю. Гольдмана, обращенные к юному читателю: «Отзыв „Победа“», «Живи, Гриша!» — о молодом бойце Советской Армии, человека веселой и щедрой души; «Осколки необъявленной войны» — о боях на Халхин-Голе, о дружбе советского и монгольского народов, сборник стихов «Тревоги».
Юний Семенович Гольдман часто выступал с публицистическими статьями, очерками, заметками в газетах «Правда», «Известия», «Литературная Россия», «Красная звезда», в местной и военной печати.
Ю. С. Гольдман удостоен звания лауреата ряда областных премий.

## Награды
Юний Семенович Гольдман награжден:
- орденом «Красной Звезды»
- орденом «Отечественной войны 2-й степени»
- медалью «За боевые заслуги»
- медалью «За отвагу»
- медалью «За победу над Германией»
- медалью «За взятие Будапешта»
- медалью «За освобождение Праги» и другими.

## Произведения Ю. С. Гольдмана
Отдельные издания
- Поверка. — Чита: Кн. изд-во, 1955.
- Пароль. — Чита: Кн. изд-во, 1957.
- Винтовки стоят в пирамиде. — М.: Воениздат, 1958.
- Мадьярский перекат: Поэма и стихи. — Чита: Кн. изд-во, 1962.
- Лучший день февраля. — Иркутск: Вост.-Сиб. кн. изд-во, 1967.
- Здравствуй! — Иркутск: Вост.-Сиб. кн. изд-во, 1970.
- Тревоги. — Ростов н/Д: Кн. изд-во, 1985.

Повести, рассказы, очерки
- Огонь на себя. — Сыктывкар: Ком. кн. изд-во, 1974.
- Отзыв: «Победа»: Рассказы. — Ростов н/Д: Кн. изд-во, 1975.
- Живи, Гриша! Повесть. — Ростов н/Д: Кн. изд-во, 1980.
- Осколки необъявленной войны: Повесть о боях на Халхин-Голе. — Ростов н/Д: Кн. изд-во, 1982.
- Розы Капитана Гастелло: Рассказы, повесть. — Ростов н/Д: Ростиздат, 1989.

## О жизни и творчестве Ю. С. Гольдмана
- Тер-Маркарьян А. Тревожная память солдата: К 60-летию//Комсомолец, 1985. — 15 июня